# Antonio Raggi

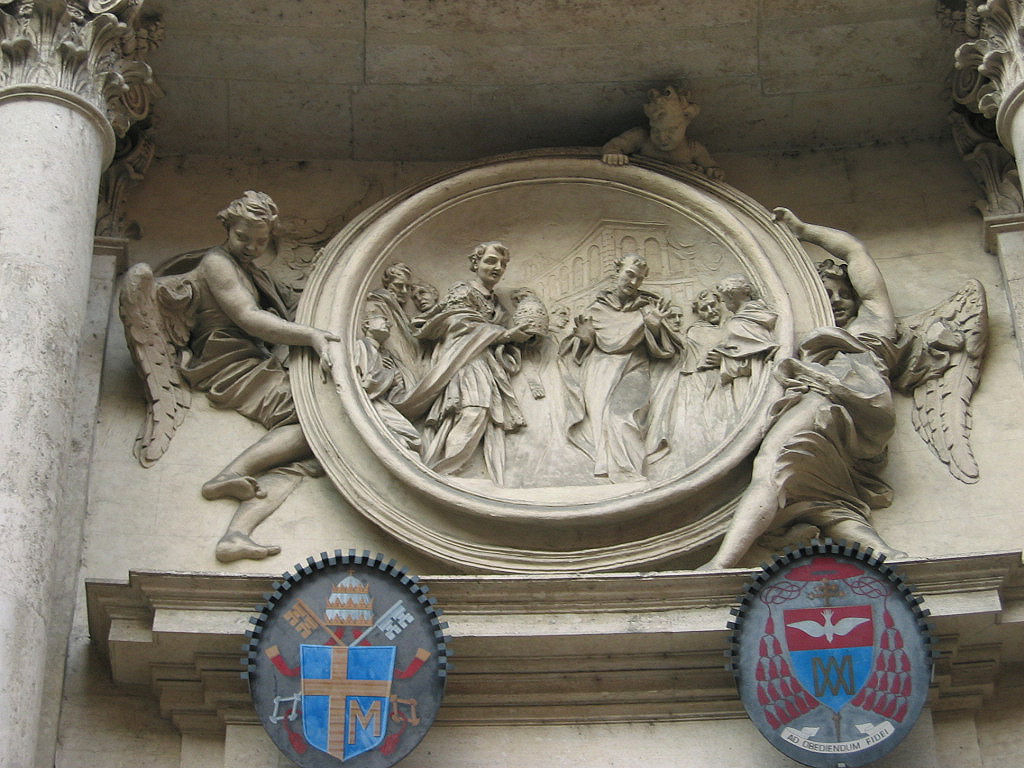
Den helige Filippo Benizzi avvisar påvetiaran (1686). San Marcello al Corso i Rom.

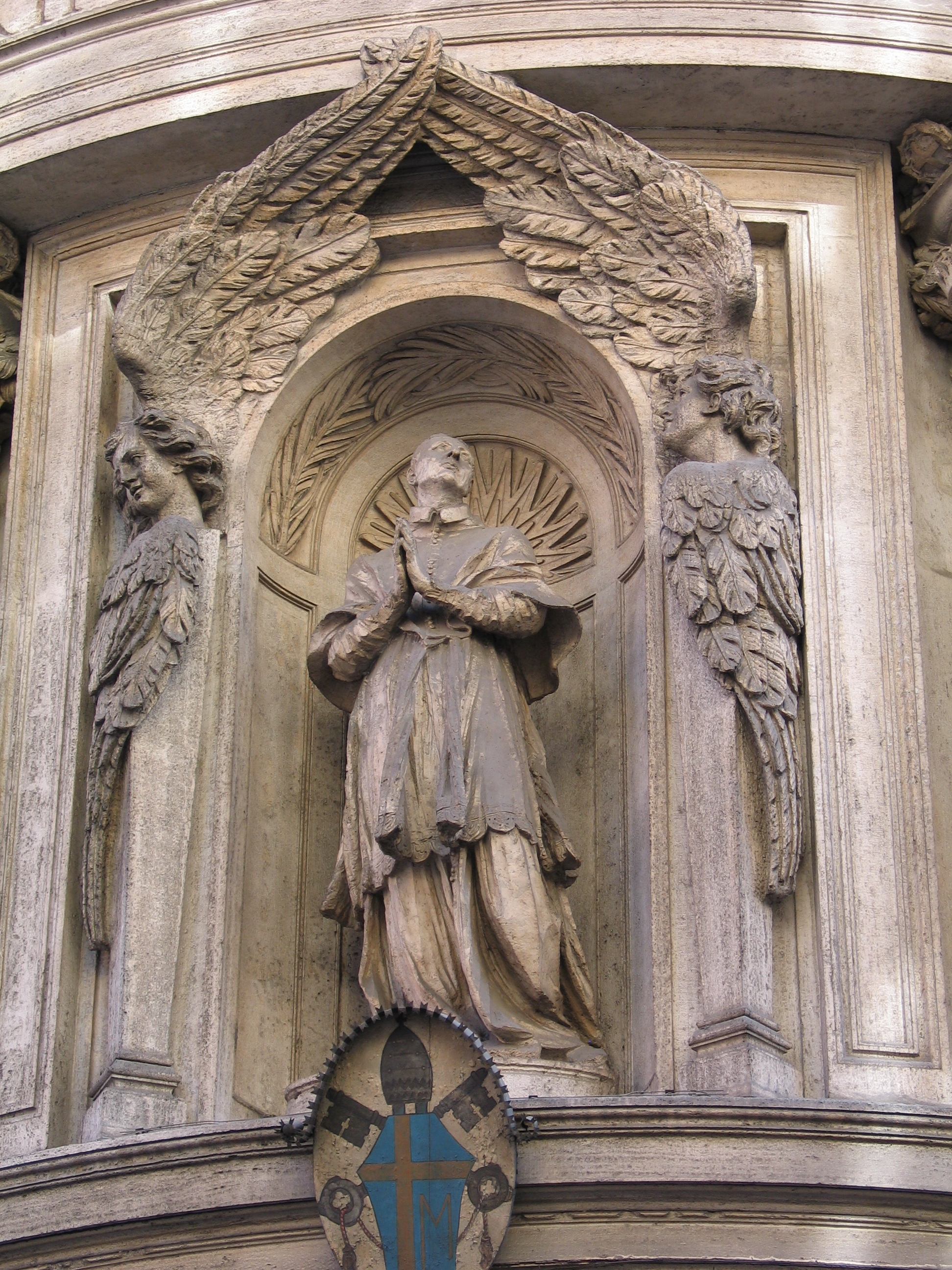
Sankt Carlo Borromeo (1675). Fasaden till San Carlo alle Quattro Fontane i Rom.

Antonio Raggi, född 1624 i Vico Morcote, Ticino, död 1 augusti 1686 i Rom, var en italiensk skulptör och stuckatör under högbarocken, verksam i Rom från 1645. Raggi är känd som en av Berninis främsta efterföljare.

## Biografi
Raggi var först elev till Alessandro Algardi, sedan till Bernini. 1647 var han en av Berninis medarbetare vid dekorationsarbetena av Peterskyrkans interiör. Han utförde skulpturen ”Donau” (1650–1651) för Berninis Fontana dei Quattro Fiumi på Piazza Navona.
Raggis främsta självständiga arbeten är Noli me tangere (1649) som framställer mötet mellan den uppståndne Kristus och Maria Magdalena i kyrkan Santi Domenico e Sisto. Vidare bör nämnas Den heliga Cecilias martyrium (1662–1666) i kyrkan Sant'Agnese in Agone vid Piazza Navona, Kristi dop (cirka 1665) i San Giovanni dei Fiorentini och stuckdekorationerna som ackompanjerar Baciccias takfresk i Il Gesù.
I Sant'Andrea della Valle utförde Raggi en högrelief och flera skulpturer för Cappella Ginetti. För det amerikanska prästseminariets kyrka, Santa Maria dell'Umiltà, fick han i uppdrag att utföra sex skulpturer föreställande kvinnliga helgon: Agnes, Ursula, Agata, Barbara, Katarina av Alexandria och Cecilia. Här kan man skönja inspiration från det berniniska formspråket. I centralnischen i fasaden till Borrominis kyrka San Carlo alle Quattro Fontane står Raggis staty av helgonet Carlo Borromeo.

## Verk i urval
- Den heliga Cecilias martyrium (1662–1666) – Sant'Agnese in Agone[3]
- Den helige Andreas – Sant'Andrea al Quirinale[4]
- Takvalvets stuckutsmyckningar – Sant'Andrea al Quirinale[4]
- Ängeln befaller Josef att fly till Egypten – Cappella Ginetti, Sant'Andrea della Valle[5]
- Den helige Carlo Borromeo – fasaden, San Carlo alle Quattro Fontane[6]
- Noli me tangere – Cappella Alaleoni, Santi Domenico e Sisto[7]
- Stuckdekorationer – Il Gesù[8]
- Kristi dop – högaltaret, San Giovanni dei Fiorentini[9]
- Den helige Filippo Benizzi avvisar påvetiaran (1686) – fasaden, San Marcello al Corso[10]
- Skulpturer, Gravmonument över kardinal Girolamo Gastaldi – Santa Maria dei Miracoli[11]
- Kardinal Girolamo Gastaldis vapen – Santa Maria dei Miracoli[11]
- Den helige Bernardinus av Siena – Cappella Chigi, Santa Maria della Pace[12]
- Jungfrumartyrer – Santa Maria dell'Umiltà[13]
- Den helige Johannes Döparen – Cappella Gavotti, San Nicola da Tolentino[14]
- Den helige Carlo Borromeo – Cappella Gavotti, San Nicola da Tolentino[15]
- Påve Alexander VII:s vapen – Sala Ducale, Vatikanstaten[16]
- ”Donau” – Fontana dei Quattro Fiumi, Piazza Navona[17]
- Ängeln med kolonnen – Ponte Sant'Angelo[18]
- Kupolens stuckutsmyckningar – San Tommaso da Villanova, Castel Gandolfo[19]
- Den helige Bernardinus av Siena (1661–1663) – Sienas katedral, Siena[1]
- Påve Alexander VII (1661–1663) – Sienas katedral, Siena[1]
- Jungfrun och Barnet (cirka 1661–1662) – Saint-Joseph-des-Carmes, Paris[1]

## Bilder

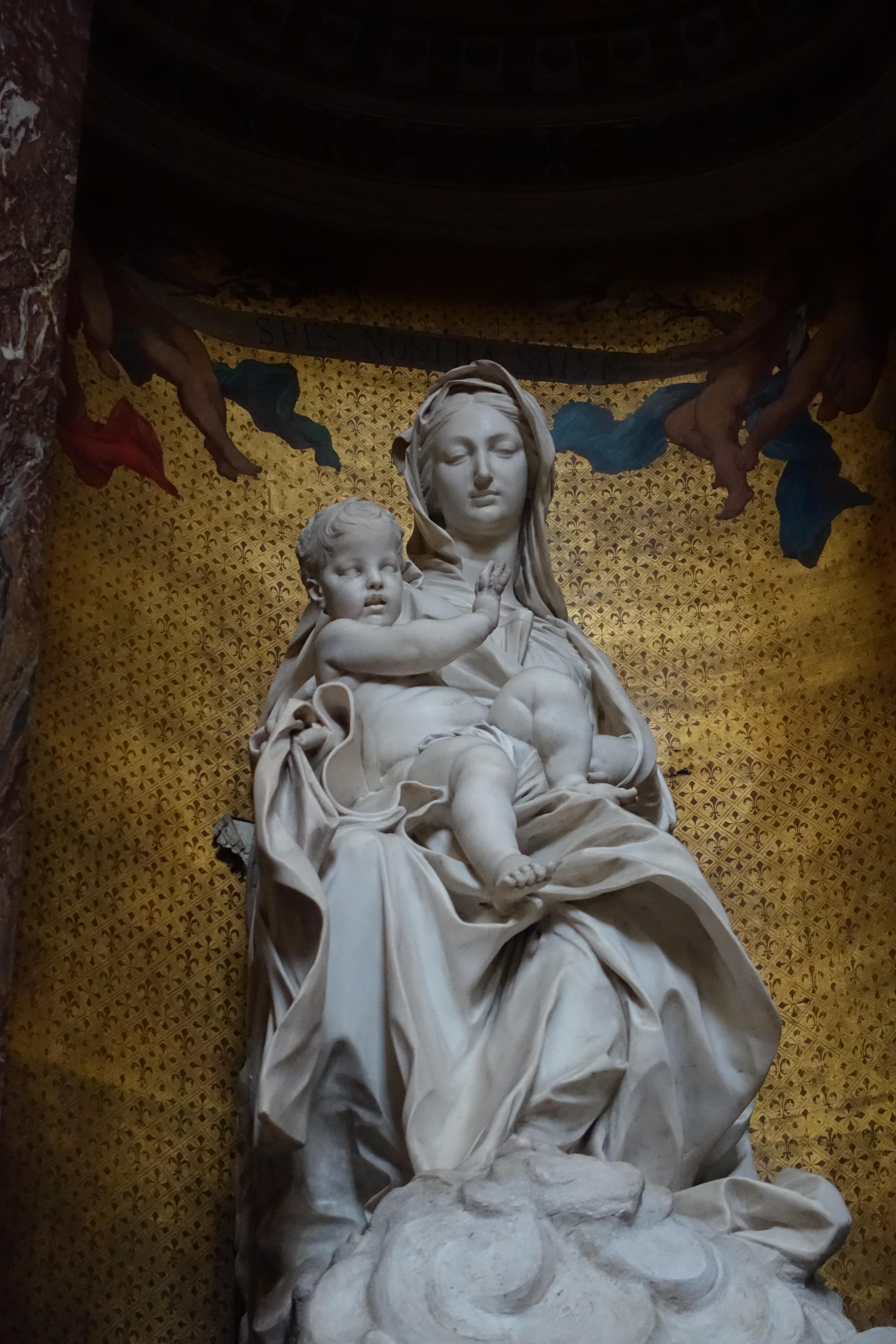
Jungfrun och Barnet, Saint-Joseph-des-Carmes i Paris.
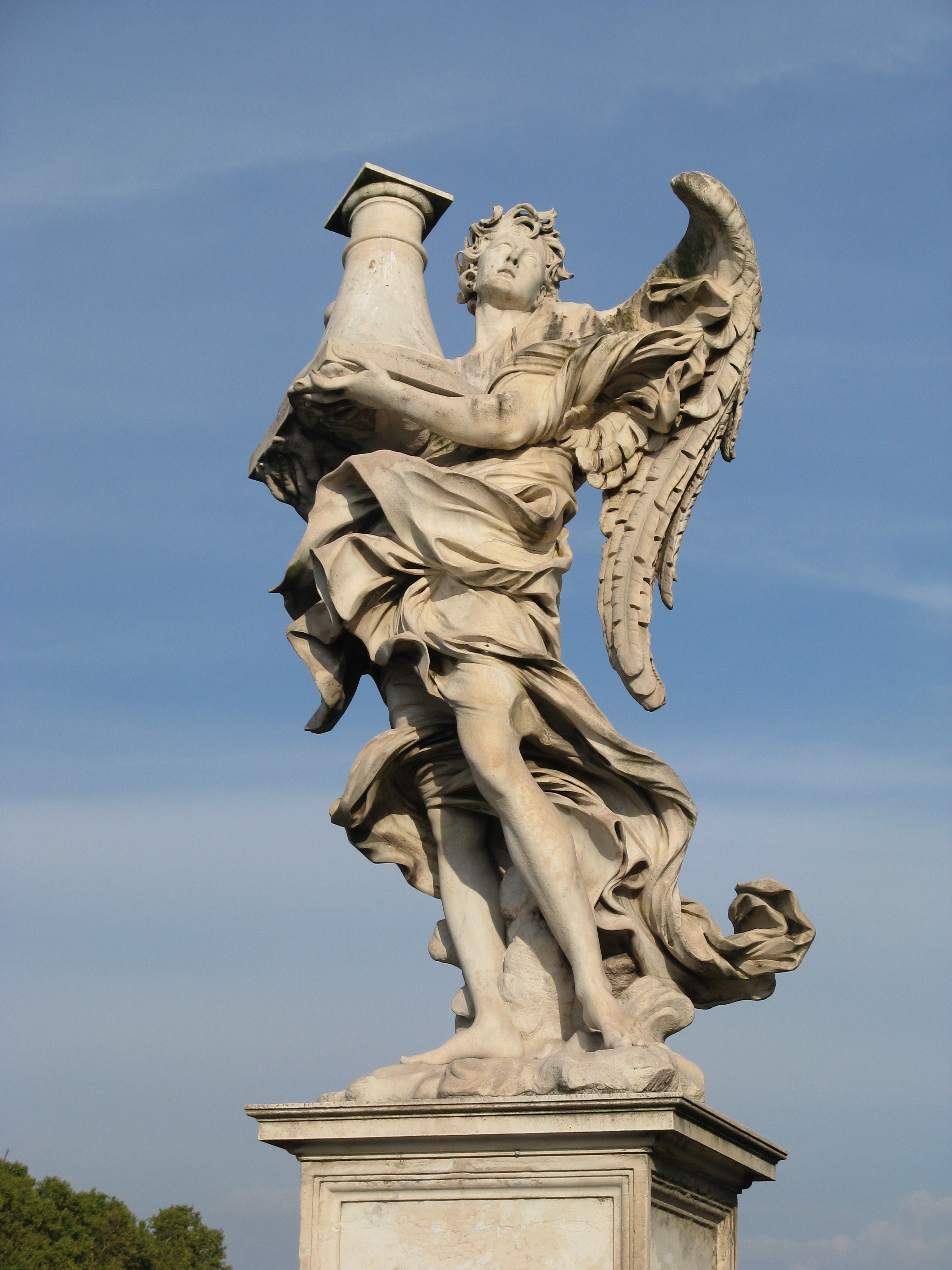
Ängeln med kolonnen, Ponte Sant'Angelo i Rom.
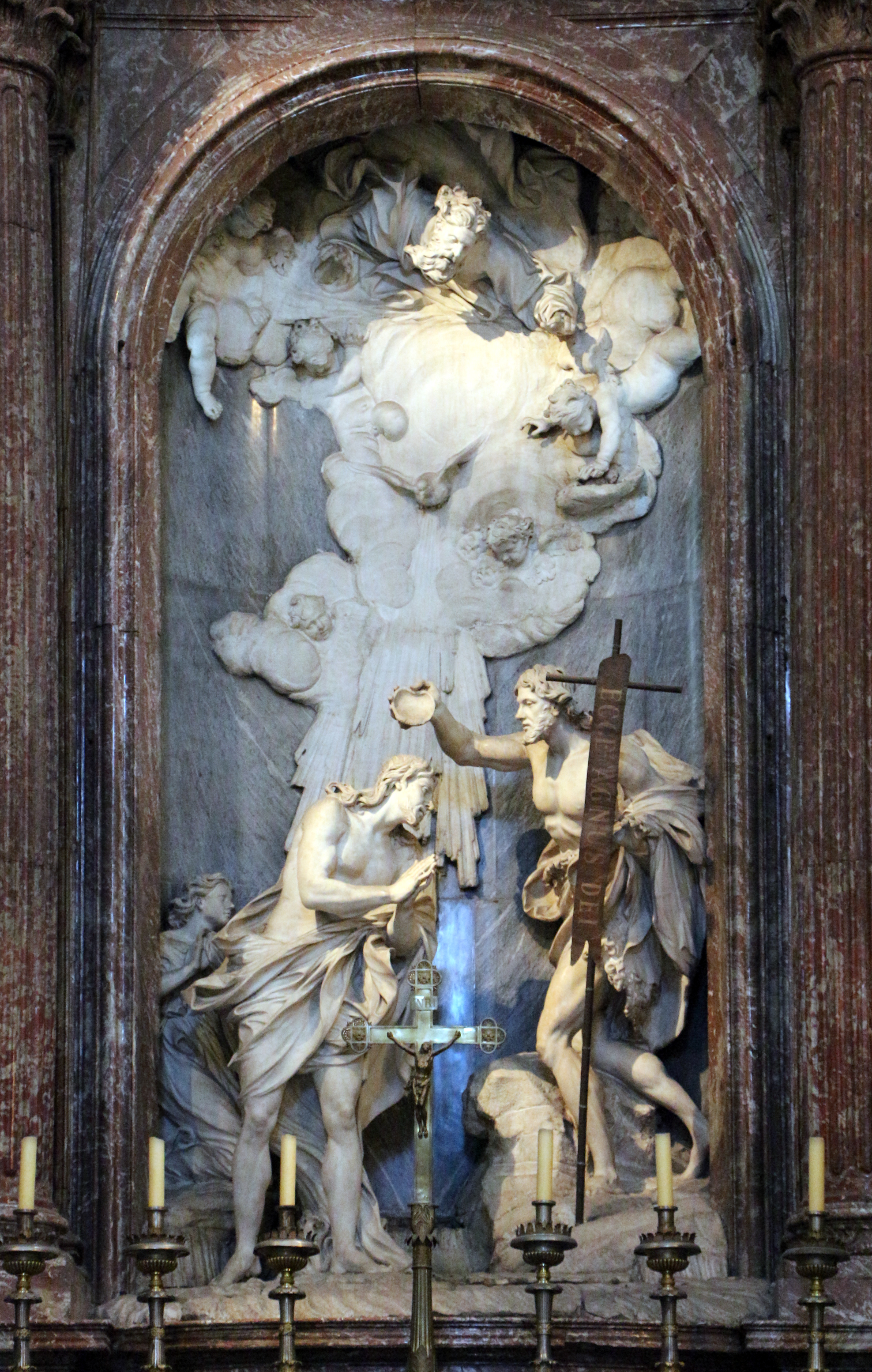
Kristi dop, San Giovanni dei Fiorentini i Rom.
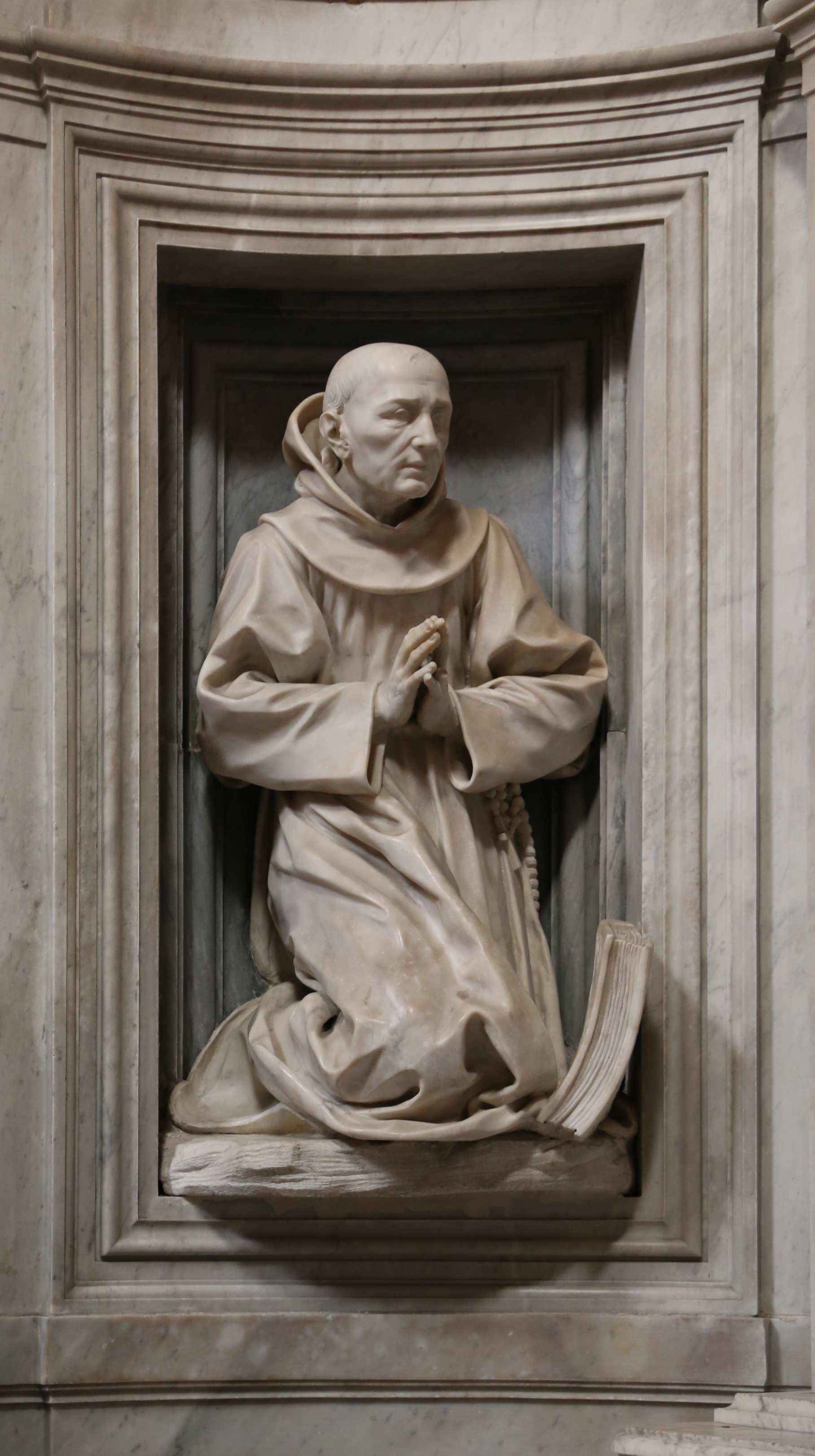
Den helige Bernardinus av Siena, Santa Maria della Pace i Rom.